# باروك إسباني جديد
يشير الباروك الإسباني الجديد المعروف أيضًا باسم الباروك المكسيكي إلى فن الباروك خلال التاج الإسباني لإسبانيا الجديدة. جرب فنانو إسبانيا الجديدة خلال هذه الفترة مقاربات إبداعية معبرة متباينة واقعية، ما جعل الفن يحظى بشعيبة كبيرة في المجتمع الإسباني الجديد.
تعَد المنحوتات ذات الألوان المتعددة من بين الأعمال الفنية البارزة التي تعكس المهارة الفنية والتناقضات اللونية المميزة للباروك الإسباني الجديد، وتعرِض كذلك المهارة التقنية.
يمكن تتبع أسلوبين في الهندسة المعمارية لإسبانيا الجديدة الأسلوب السليماني الذي طُور منذ منتصف القرن السابع عشر والإيستيبيتي الذي بدأ في أوائل القرن الثامن عشر.
يمثل نموذج كاتدرائية بوبيلا الروعة المعمارية في إسبانيا الجديدة. يوضح كتاب الجوقة والهاربسكورد في القرن الثامن عشر أهمية الموسيقى بالنسبة للمجتمع الاستعماري في عصر الباروك في المكسيك.

## اللوحات
ضم الباروك الإسباني الجديد في عالم الرسم فنانين بارزين جدد وُضعت أعمالهم في متاحف مثل متحف التاج الإسباني في تيبوتزوتلان ومتحف إل كارمن في سان أنجيل ومتحف سانتا مونيكا في بويبلا وكاتدرائية ميتروبوليتان في مكسيكو.
من بين أبرز الفنانين:
- ميغيل كابريرا.
- خوان كوريا.
- كريستوبال دي فيلالباندو.
- سيمون بيرنز.

### سيمون بيرنز
عاش سيمون بيرنز في أنتويرب نحو عام 1530 ثم في المكسيك نحو عام 1600. كان رسامًا فلمنكيًا، انتقل إلى لشبونة في عام 1558 وبعدها إلى مدريد حيث عمل فنانًا للبلاط.
ذهب إلى إسبانيا الجديدة في عام 1566 وحقق شهرة مع لوحاته في المكسيك. تُنسب إليه الكثير من الأعمال التي ضاع معظمها، من بين الأعمال التي حُفظت الجداول العشرة من قطع المذبح الخاصة بمدينة يوهوتزينغو (1586)، التي كشفت عن تأثير دورر وعمله على سانت كريستوفر (1585).
حوكم بيرينز بتهم دينية، فقد ورث معتقداته عن أسلافه وتحديدًا والده الذي كان لوثريًا. رسم صورة أثناء وجوده في السجن بعنوان «سيدة الكفارة»، على أمل الفوز بالعفو. أُطلق سراحه وتبرع باللوحة لرئيس أساقفة المكسيك، وعلقها خلفاؤه على مذبح ديل بيردون في كاتدرائية المتروبوليتان.

### خوان كوريا
كان خوان كوريا (1646- 1716) رسامًا من الطراز الإسباني الجديد، ازدهرت أعماله بين عامي 1676 و1716. حملت لوحاته مواضيع دينية وعلمانية، يعَد «افتراض السيدة العذراء» في كاتدرائية مدينة مكسيكو أحد أفضل أعمال خوان. وُجد العديد من أعماله التي تصور السيدة غوادالوبي تنير طريقهم نحو إسبانيا. رسم أيضًا لوحات السيدة غوادالوبي في روما عام 1669.

### كريستوبال دي فيلالباندو
يعود تاريخ بعض أعمال كريستوبال دي فيلالباندو (1649- 1714) إلى نحو عام 1675 مع مذبح الكنيسة العالي في دير الفرنسيسكان لسانت مارتين التوروزي في هواكوتشولا، حيث يوجد سبع عشرة لوحة من لوحاته، وهذا لم يشكل بالضرورة بداية لحياته المهنية. ربما ولد الرسام في مدينة مكسيكو عام 1649. لا يُعرف سوى القليل عن طفولته ومراهقته، وكان أول تاريخ موثق هو حفل زفافه في عام 1669. تزوج من ماريا دي ميندوزا التي أنجب منها أربعة أطفال.
كان فيلالباندو أحد أوائل الرسامين في مدينة مكسيكو خلال الجزء الأخير من القرن السابع عشر، وهذا ما يتضح من مجموعة اللوحات الناجحة التي كلفه بها مجلس كاتدرائية مكسيكو، لتزيين جدران كنيسة المسيح. كان من بين اللوحات التي أُعدت لتلك اللجنة هي: انتصار الكنيسة الكاثوليكية وانتصار القديس بطرس وانتصار القديس ميخائيل (المعروفة باسم امرأة نهاية العالم) وظهور القديس ميخائيل على جبل غارغانو. لسوء الحظ وبسبب عيوب إنشائية في قبو المبنى، لم يتمكن فيلالباندو من إكمال المجموعة المؤلفة من ست لوحات، بل أنهاها خوان كوريا.
انتقل فيلالباندو إلى بويبلا دي لويس أنجيليس بسبب هذا العائق وأنجز هناك عملًا مماثلًا في الكاتدرائية. رسم لوحة زيتية شهيرة حملت عنوان «تمجيد العذراء» في قبة كنيسة لوس ربيس الواقعة في جدار نهاية الكنيسة. تجدر الإشارة أيضًا إلى حجم الأعمال الموجودة في كنيسة البروفيسا في مدينة مكسيكو. اعترفت نقابة الرسامين بأهميته وعُرف بزعيم الرسامين في عدة مناسبات. وصل إلى سن الشيخوخة بعد أن حقق شهرة واسعة وعُرف بتأثيره المهم في أسلوب الأجيال اللاحقة. يُعتبر أحد الممثلين الأخيرين للرسم الباروكي في إسبانيا الجديدة، واتخذ الفن التشكيلي الإسباني الجديد مسارًا مختلفًا إثر وفاته.

### ميغيل كابريرا.
عُرف ميغيل كابريرا (1695- 1768) بغزارة إنتاجه، وكان متخصصًا في تصوير السيدة العذراء مريم والقديسين الآخرين. يُعتبر الأكثر براعة في استخدام اللون خلال القرن الثامن عشر.
كانت لوحاته مطلوبة كثيرًا ة، وأرادت العديد من الأديرة والكنائس والقصور ومنازل النبلاء الحصول على لوحاته.

## الكتابة والفلسفة
التزمت مجموعة واسعة من الشعراء والكتاب بالتقاليد الإسبانية الباروكية الجديدة.

### غوتييه دي سيتينا

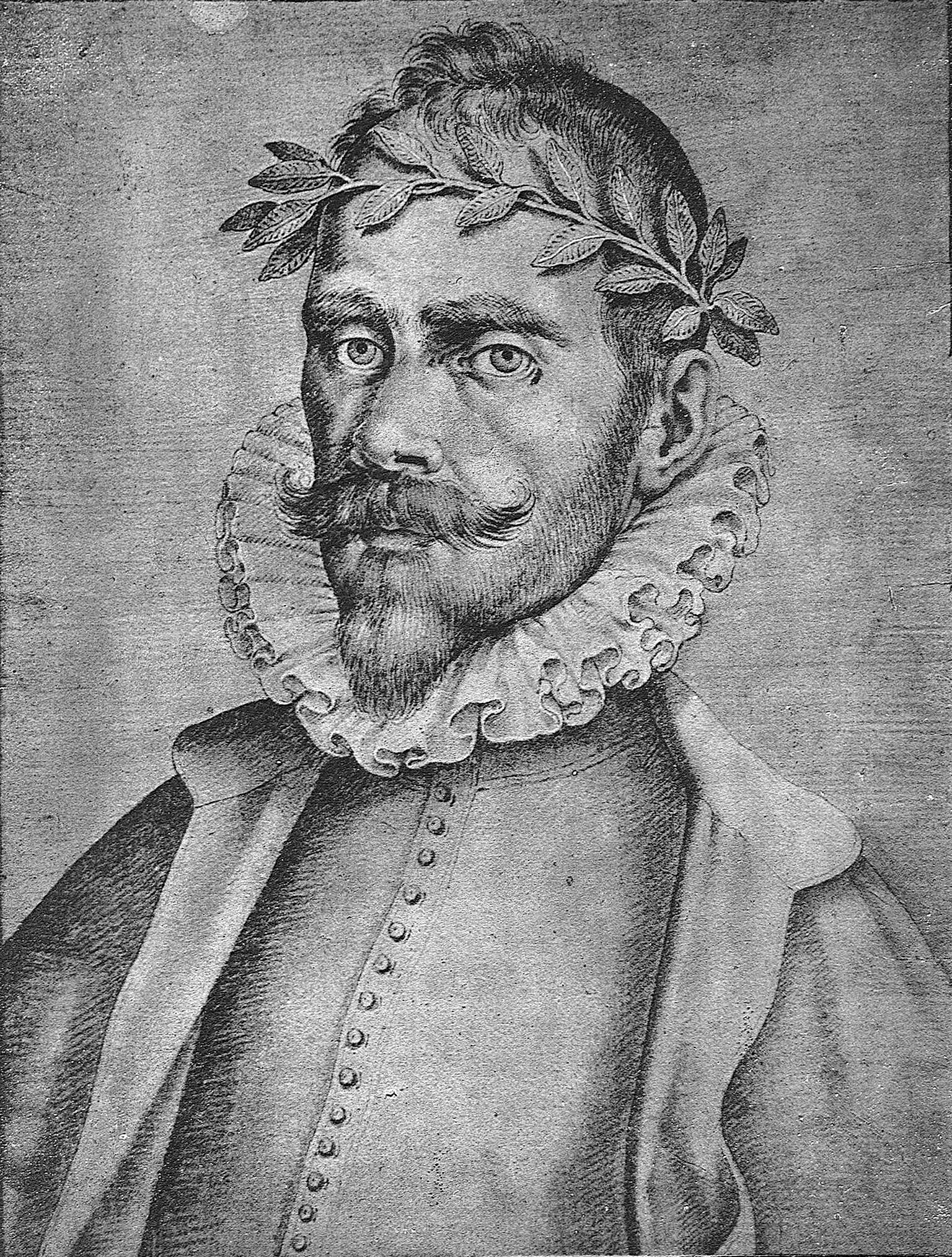
غوتييه دي سيتينا.

كان غوتييه دي سيتينا (1520- 1557) شاعرًا إسبانيًا في عصر النهضة والعصر الذهبي الإسباني. ولد في إشبيلية، إسبانيا وتوفي في إسبانيا الجديدة. انحدر من عائلة نبيلة وثرية، وعاش فترة طويلة في إيطاليا حيث كان جنديًا تحت قيادة تشارلز الأول. قضى الكثير من وقته في بلاط أمير أسكولي كتب له العديد من القصائد، ورافق لويس دي ليفا والإنساني والشاعر المتميز دييغو هورتادو دي ميندوزا. اعتمد الاسم المستعار «فانداليو»، وأنتج أغنية على النمط البتراركي لامرأة جميلة تدعى لورا غونزاغا، وكرس لها المادريجال الشهيرة التي أُدرجت في جميع مختارات الشعر باللغة الإسبانية:
عيون صافية، وهدوء،
بما أنك تتلقين المديح بسبب نظرتك الرقيقة،

لماذا، عندما تنظرين إلي، تبدين غاضبة؟
ثمة العديد من السوناتات في نفس كتاب الأغاني، اعتمدت في الأساس على تقديم فكرة محبة عن بتراركا وأوسياس مارس في الرباعيات، إضافة إلى العديد من التطور الشخصي في مقاطع الشعر الثلاثية.
عاد سيتينا إلى إسبانيا في عام 1554 وذهب إلى المكسيك في عام 1556، التي كان قد زارها سابقًا مع عمه غونزالو لوبيز بين عامي 1546 و1548. كان غونزالو كبير المحاسبين هناك. وقع في الحب مرة أخرى مع ليونور دي أوسما وأُصيب بجروح قاتلة في عام 1557 في بويبلا دي لوس أنجلوس من قبل منافس حسود هو هيرناندو دي نافا.